# Schinus marchandii
Schinus 
Schinus  marchandii es una especie de planta fanerógama perteneciente a la familia de las Anacardiáceas. 
Su nombre vulgar es MOLLE. Es una planta perenne y autóctona de la Patagonia argentina, también llamada "incienso" por su olor agradable. Vive donde la media anual es menor a los 13° 
Se distribuye por las provincias patagónicas  de Chubut, Río Negro, Neuquén y Santa Cruz
Los Tehuelches (Habitantes originarios) masticaban su corteza.  
Es un arbusto achaparrado, de corteza, hojas aromáticas y ramas con espinas,  Su fruto es de unos 8 mm, color rojizo que  luego se oscurece y su flor es amarilla.
Es una planta muy resistente a los fuertes vientos y las temperaturas extremas (frío - calor)
Se utiliza como árbol ornamental y sirve para repoblación de áreas modificadas.
Con los años, llega a superar los 2 metros de altura y 4 metros de diámetro.  
Lamentablemente es de conservación vulnerable,  muy codiciado por su leña, lo que afecta al suelo e impacta en el ambiente.
Unos insectos, tipo polillas forman una pupa para resguardar sus larvas, que una vez que nacen abandonan quedando una esfera color madera, muy resistente.
Planta perenne y autóctona de la Patagonia argentina, también llamada o "incienso" por su olor agradable. Vive donde la media anual es menor a los 13°
Se distribuye por las provincias patagónicas  de Chubut, Río Negro, Neuquén y Santa Cruz 
Los Tehuelches (Habitantes originarios) masticaban su corteza.  
Es un arbusto achaparrado, de corteza, hojas aromáticas y ramas con espinas,  Su fruto es de unos 8 mm, color rojizo que  luego se oscurece y su flor es amarilla. 
Es una planta muy resistente a los fuertes vientos y las temperaturas extremas (frío - calor)
Se utiliza como árbol ornamental y sirve para repoblación de áreas modificadas. 
Con los años, llega a superar los 2 metros de altura y 4 metros de diámetro.  
Lamentablemente es de conservación vulnerable,  muy codiciado por su leña, lo que afecta al suelo e impacta en el ambiente. 
Unos insectos, tipo polillas forman una pupa para resguardar sus larvas, que una vez que nacen abandonan quedando una esfera color madera, muy resistente. 

## Taxonomía
Schinus marchandii fue descrita por Fred Alexander Barkley y publicado en Brittonia 5(2): 165. 1944.
Etimología
Schinus: es el nombre griego del lentisco: arbolito de esta misma familia; 
 marchandii epíteto otorgado en honor del botánico Nestor Léon Marchand.
Sinonimia
- Schinus polygama f. chubutensis Cabrera	[2]